# Ei
Ei – dwuznak występujący w języku niemieckim i języku niderlandzkim. Oznacza dwugłoskę [aɪ], dźwięk podobny do polskiego aj lub ai.